# MISAKI (格闘家)
MISAKI（みさき、1996年2月2日- ）は、日本の女子シュートボクサー。愛知県出身。TEAM FOREST所属。第7代J-GIRLSミニフライ級王者。初代SB日本女子アトム級王者。

## 来歴
所属ジム、フォレストプラス豊橋の山村教文会長の娘。学校の教師になることが夢だったが、17歳の時にアマチュア大会に出場したことがきっかけで試合に出始める。
2015年、SBアマチュア西日本代表決定戦があり、元々好きだったRENAが所属（当時）するジムの選手と対戦し敗退。対戦した相手のセコンドには、RENAだけでなくMIOも付いていて、憧れの2人の前で負けた悔しさから火が付いた。
毎日練習しているうちに「20歳までにはデビューしたい！」と思うようになり、
2016年1月に行われたSB全日本アマチュア大会で優勝し、20歳誕生日直前でプロデビューが決まる。

### プロデビュー
2016年3月27日、静岡キック vol.2で原谷彩香と対戦し判定勝ちをし、プロデビューを飾る。6月18日のデビュー3戦目では早くもMIOとの対戦が実現した。
2017年5月28日、J-GIRLSミニフライ級王座決定トーナメント一回戦で紅絹と対戦。2-1の判定勝ちを収め、決勝進出を決めた。
2017年9月24日、J-NETWORK J-FIGHT＆J-GIRLS 2017～J-NETWORK 20th Anniversary～7thで、無敗の高校生、寺山日葵を下し、J-GIRLSミニフライ級王座を獲得。
2018年7月6日、SHOOT BOXING Girls S-cup 2018で開催された48kg世界トーナメントに出場。1回戦でイシス・バービックに判定勝ちを収めるも、続く準決勝でイリアーナ・ヴァレンティーノに判定負けを喫した。
2018年11月18日、J-GIRLSミニフライ級（47.6kg）タイトルマッチで挑戦者の寺山日葵と対戦。判定負けを喫し王座から陥落すると共に、リベンジを許した。
2019年7月21日、Girls S-cup 2019で開催されたSB日本女子ミニマム級（48.0kg）王座決定トーナメントの決勝戦で田川女神と対戦し、TKO負けを喫した。
2020年8月30日、REBELS.65で行われたREBELS-BLACK 女子46kg級 初代王座決定戦でぱんちゃん璃奈と対戦し、判定負けを喫した。
2021年12月26日、SHOOT BOXING 2021 Champion Carnivalで行われたSB日本女子アトム級（46.0kg）王座決定戦で田渕涼香と対戦し、5R判定勝ちを収め王座獲得に成功した。
2023年11月14日、SHOOT BOXING 2023 シリーズ Final -Start towards 40th anniversary-でチャン・リーと対戦し、判定3-0で勝利。
2024年10月、RISEスーパーフライ級王者の大崎一貴と結婚したことを発表した。

## 戦績

### シュートボクシング・キックボクシング
| キックボクシング 戦績 | キックボクシング 戦績 | キックボクシング 戦績 | キックボクシング 戦績 | キックボクシング 戦績 | キックボクシング 戦績 | キックボクシング 戦績 |
| --------------------- | --------------------- | --------------------- | --------------------- | --------------------- | --------------------- | --------------------- |
| 34 試合               | (T)KO                 | 判定                  | その他                | 引き分け              | 無効試合              |                       |
| 23 勝                 | 5                     | 18                    | 0                     | 1                     | 0                     |                       |
| 10 敗                 | 1                     | 9                     | 0                     | 1                     | 0                     |                       |

| 勝敗 | 対戦相手                             | 試合結果                                     | 大会名 | 開催年月日     |
| ×    | モンクットペット・ペットプラオファー | 5R終了 判定0-3                               | SukWanchai MuayThai Super Fight vol.10                                                                             | 2023年6月30日  |
| ○    | ホンカンラヤー・ゴー・パーサージム   | 2R 0:21 KO（右ミドル）                       | SHOOT BOXING 2023 act.3                                                                                            | 2023年6月25日  |
| ○    | チャン・リー                         | 3R終了 判定3-0                               | SHOOT BOXING 2023 シリーズ Final -Start towards 40th anniversary-                                                  | 2023年11月14日 |
| ○    | ホンヨック・パッサノンジム           | 1R 1:43 TKO（左フック）                      | SHOOT BOXING 2023 act.3                                                                                            | 2023年6月25日  |
| ×    | 小林愛理奈                           | 3R終了 判定0-3                               | RISE 166 -RISE 20th Memorial event-                                                                                | 2023年2月23日  |
| ×    | 宮﨑小雪                             | 3R終了 判定0-3                               | RISE WORLD SERIES / SHOOTBOXING-KINGS 2022                                                                         | 2022年12月25日 |
| ○    | ペッチャーダー・オー・ユッタチャイ   | 1R 2:17 TKO（左フック）                      | SHOOT BOXING 花やしき 2022                                                                                         | 2022年10月19日 |
| ○    | 中村未来                             | 3R終了 判定3-0                               | SHOOT BOXING 2022 act.3                                                                                            | 2022年6月26日  |
| ○    | 田渕涼香                             | 5R終了 判定3-0                               | SHOOT BOXING 2021 Champion Carnival 【SB日本女子アトム級王座決定戦】                                               | 2021年12月26日 |
| ○    | 坂田実優                             | 3R終了 判定3-0                               | SHOOT BOXING Girls S-cup2021 -road to tournament-                                                                  | 2021年7月29日  |
| ○    | ERIKO                                | 3R終了 判定3-0                               | SHOOT BOXING 2021 act.3                                                                                            | 2021年6月20日  |
| ○    | 祥子JSK                              | 3R終了 判定3-0                               | SHOOT BOXING 2021 act.1                                                                                            | 2021年2月7日   |
| ×    | ぱんちゃん璃奈                       | 3R終了 判定0-3                               | REBELS.65 【REBELS-BLACK 女子46kg級 初代王座決定戦】                                                               | 2020年8月30日  |
| ×    | 田川女神                             | 2R 1分23秒 TKO（タオル投入：顔面への前蹴り） | Girls S-cup 2019 【SB日本女子ミニマム級王座決定トーナメント決勝戦】                                                | 2019年7月21日  |
| ○    | 喜多村美紀                           | 3R終了 判定3-0                               | Girls S-cup 2019 【SB日本女子ミニマム級王座決定トーナメント準決勝】                                                | 2019年7月21日  |
| ○    | パク・ユジン                         | 2R 1分57秒 KO                                | SHOOT BOXING 2019 act.3                                                                                            | 2019年6月23日  |
| ○    | MARI                                 | 3R終了 判定3-0                               | SHOOT BOXING 2019 act.1                                                                                            | 2019年2月11日  |
| ×    | 寺山日葵                             | 2分5R終了 判定0-3                            | J-NETWORK J-FIGHT ＆ J-GIRLS 2018 ～4th～ 【J-GIRLSミニフライ級タイトルマッチ】                                    | 2018年11月18日 |
| ○    | ラットチャプロン・ポーニラモンス     | 3R終了 判定3-0                               | SHOOTBOXING 2018 YOUNG CEASER CUP CENTRAL #23                                                                      | 2018年9月23日  |
| ×    | イリアーナ・ヴァレンティーノ         | 3R終了 判定0-3                               | SHOOT BOXING Girls S-cup 〜48kg世界トーナメント2018〜 【48kg世界トーナメント準決勝】                               | 2018年7月6日   |
| ○    | イシス・バービック                   | 3R終了 判定3-0                               | SHOOT BOXING Girls S-cup 〜48kg世界トーナメント2018〜 【48kg世界トーナメント一回戦】                               | 2018年7月6日   |
| ×    | MIO                                  | 5R終了 判定0-2                               | SHOOT BOXING 2018 act.1 【SB日本女子ミニマム級タイトルマッチ】                                                     | 2018年2月10日  |
| ×    | 劉晶晶                               | 5R+延長2R終了 判定                           | 香港・Energy Fight×Shoot Boxing 【Energy Fight×Shoot Boxing51kg級王座決定戦】                                      | 2017年12月17日 |
| ○    | 寺山日葵                             | 2分5R終了 判定3-0                            | J-NETWORK J-FIGHT＆J-GIRLS 2017～J-NETWORK 20th Anniversary～7th 【J-GIRLSミニフライ級王座決定戦】                 | 2017年9月24日  |
| ○    | 奥脇奈々                             | 2R 2分6秒 KO（3ノックダウン）                | SHOOT BOXING Girls S-cup 2017                                                                                      | 2017年7月7日   |
| ○    | 紅絹                                 | 3R終了 判定2-1                               | J-NETWORK J-FIGHT＆J-GIRLS 2017～J-NETWORK 20th Anniversary～3rd 【J-GIRLSミニフライ級王座決定トーナメント一回戦】 | 2017年5月28日  |
| ○    | タン・カ・リー                       | 2分3R終了 判定3-0                            | SHOOTBOXING YOUNG CAESER CUP CENTRAL No.19                                                                         | 2017年4月9日   |
| △    | 寺山日葵                             | 2分3R終了 判定1-1                            | J-NETWORK J-FIGHT&J-GIRLS 2017～J-NETWORK 20th Anniversary～1st                                                    | 2017年3月12日  |
| ○    | 坂本 優                              | 2分3R+延長1R終了 判定2-0                     | CAESER CUP CENTRAL No.18                                                                                           | 2016年10月2日  |
| ○    | 宗田智美                             | 2分3R終了 判定3-0                            | SHOOTBOXING ヤングシーザー杯 in 花やしき～ act.3                                                                   | 2016年8月21日  |
| ○    | 後藤まき                             | 3R+延長1R終了 判定3-0                        | SHOOT BOXING Girls S-cup 2016 〜七夕ジョシカク祭り〜                                                               | 2016年7月7日   |
| ×    | MIO                                  | 3R終了 判定0-3                               | SHOOTBOXING ヤングシーザー杯 in 花やしき～ act.2                                                                   | 2016年6月18日  |
| ○    | 茶谷薫                               | 2分3R終了 判定3-0                            | SHOOTBOXING YOUNG CAESAR CUP Central＃17                                                                           | 2016年6月12日  |
| ○    | 原谷彩香                             | 2分3R終了 判定3-0                            | 静岡キック vol.2 静岡vs炎の十番勝負 【デビュー戦】                                                                 | 2016年3月27日  |

## 獲得タイトル
- 第7代J-GIRLSミニフライ級王座
- 初代SB日本女子アトム級王座

## 入場テーマ曲
- 「ペコリナイト」 - ゴリエ